# Tarso Tôh
Tarso Tôh je vulkanické pole, které se nachází na severu republiky Čad, na severozápadě pohoří Tibesti v nadmořské výšce 2000 metrů.
Sopečné pole vzniklo na rozhraní pleistocénu a – holocénu a zahrnuje 150 sypaných kuželů a 2 maary. Předpokládá, že je stále aktivní, protože průzkumy sedimentů v Begour Maar udávají stáří 8300±300 let. Čedičové proudy vulkanického pole Tarso Tôh pokrývají plochu 80 km západovýchodním směrem a 20–30 km v severojižním směru severně od Tarso Toussidé, zatopily pláně a vyplnila horská údolí. Horský základ pod těmito čediči tvoří prekambrické břidlice v západní části a paleozoické pískovce ve východní části.